# 乌斯季卡尔斯克
乌斯季卡尔斯克（羅馬化：Ustʹ-Karsk），旧称乌斯季卡拉（Усть-Кара），是俄罗斯外贝加尔边疆区的市级镇，属斯列坚斯克区，位于卡拉河（Кара）汇入石勒喀河处，在区行政中心斯列坚斯克东北、边疆区首府赤塔东偏北方。
该地2021年人口有1,591人；2010年人口1,899；2002年人口2,035；1989年人口2,541。